# Fortunio Affaitati
Fortunio Affaitati (Cremona, 1510 – Londra, 1555) è stato un medico e astrologo appartenente alla famiglia Affaitati.
Disinteressatosi dell'attività commerciale si dedicò agli studi di medicina e di astrologia, e dopo il 1549 all'insegnamento della matematica probabilmente all'Università di Londra.
La sua raccolta di opuscoli di argomento medico, astrologico e filosofico, dedicata a papa Paolo III, suscitò delle forti polemiche per alcune tesi ardite, ma anche uno speciale interesse nell'ambiente scientifico londinese. La sua teoria sul magnetismo venne criticata dal fisico William Gilbert nel De magnete, magneticisque corporibus, et de magno magnete tellure physiologia nova.

### Opere
- 1549 – Phisicae ac astronomicae considerationes